# Macropelopia rossaroi
Macropelopia rossaroi is een muggensoort uit de familie van de dansmuggen (Chironomidae). De wetenschappelijke naam van de soort is voor het eerst geldig gepubliceerd in 2005 door Lencioni & Marziali.